# 國家國土保衛委員會
國家國土保衛委員會（法語：Conseil national pour la sauvegarde de la patrie）是目前統治尼日尔的過渡性軍政府，在2023年尼日爾政變後成立，現任主席為政變領導人阿卜杜拉赫曼·奇亚尼。

## 歷史
2023年7月26日，尼日爆發政變，尼日尔总统穆罕默德·巴祖姆在首都尼亞美遭到總統衛隊監禁；尼日空軍上校阿馬杜·阿卜杜拉赫曼在軍人圍繞下透過國家電視臺萨赫勒电视台發表演說，宣布成立國家國土保衛委員會，推翻貝佐姆政權，並決定暫停尼日政府機構服務、關閉邊界並實施宵禁，隔日再宣布暫停國內所有政黨運作。尼日陸軍參謀長阿卜杜·西迪庫·伊薩簽署聲明支持軍事政變，指出軍方必須「維護」總統及其家人的「人身安全」，避免「可能製造流血、影響人民安全的致命衝突」。
7月28日，尼日總統衛隊隊長阿卜杜拉赫曼·奇亚尼將軍經薩赫爾電視臺發表聲明，自行就任國家國土保衛委員會主席。他解釋稱政變原因是出自國家日漸惡化的安全局勢，批評貝佐姆政府治理下的種種問題，警告外國切勿軍事介入，且沒有給出回歸文人統治的時間表。國家國土保衛委員會更宣布暫時中止《尼日憲法》實施，並解散根據憲法設立的政府機構；在恢復憲法秩序前，由國家國土保衛委員會行使全部行政及司法權力，主席查尼本人則為國家元首。